# Carlos R. Tobar
Carlos Rodolfo Tobar y Guarderas (Quito, 4 de noviembre de 1853-Barcelona, 19 de abril de 1920) escritor, catedrático, político y diplomático ecuatoriano.
Hijo de don Manuel Tobar y Lasso y doña Francisca Guarderas Villacís, ambos de vieja estirpe quiteña.Se doctoró en medicina en la Universidad Central del Ecuador en 1880, de la que posteriormente fue Decano de la Facultad de Filosofía y Rector en dos ocasiones. Adicionalmente tuvo una amplia trayectoria diplomática. En 1904, actuando como Ministro Plenipotenciario, en Brasil, le correspondió firmar el Tratado Tobar-Río Branco entre Brasil y Ecuador, condicionado al término del conflicto con el Perú. Fue el autor de la llamada Doctrina Tobar.
En 1912, tras el asesinato de Eloy Alfaro y Julio Andrade se radicó en Barcelona, hasta su muerte. Fue miembro de la Academia Ecuatoriana de la Lengua y de la Real Academia de la Historia (Madrid).

## Biografía

### Primeros años
Carlos Rodolfo Tobar, nacido en Quito en 1853, hijo de una familia prominente, su infancia estuvo marcada por relatos de la independencia y una sólida educación, primero en casa y luego en colegios importantes, llegando a estudiar medicina. A pesar de su formación médica, nunca ejerció, dedicándose en cambio a la literatura y la vida pública.
Su carrera literaria floreció con la publicación de sus primeros ensayos y poesías, y su participación en círculos literarios. Tobar también incursionó en la política, siendo elegido diputado y rector de la Universidad Central, donde impulsó la educación y la publicación de los "Anales de la Universidad Central", importante revista que hasta el momento continúa en circulación. En la Universidad Central, impulsó la modernización de la Facultad de Medicina, creando cátedras y promoviendo la práctica hospitalaria. También reorganizó otras facultades, fomentó la biblioteca y renovó la imprenta, dejando un legado importante en la educación superior del país.

### Carrera diplomática y literaria
Por otro lado su producción literaria incluye obras como "Brochazos" y "Timoleón Coloma", donde plasmó costumbres quiteñas y recuerdos de su juventud. Destaca además su escrito titulado "Relación de un Veterano de la Independencia", que está considerada como una de las novelas históricas más importantes de Ecuador. En el ámbito político destacó como diputado, ministro y embajador. Sin embargo su independencia partidista muchas veces le perjudicaría. Además, su participación en la Junta Central de Beneficencia y en el Senado fueron muestra de su compromiso con el bienestar social y la política nacional. Aunque su postura sobre el Tratado Tobar-Río Branco generó controversia, su habilidad para navegar entre las corrientes políticas le permitió mantener su relevancia.

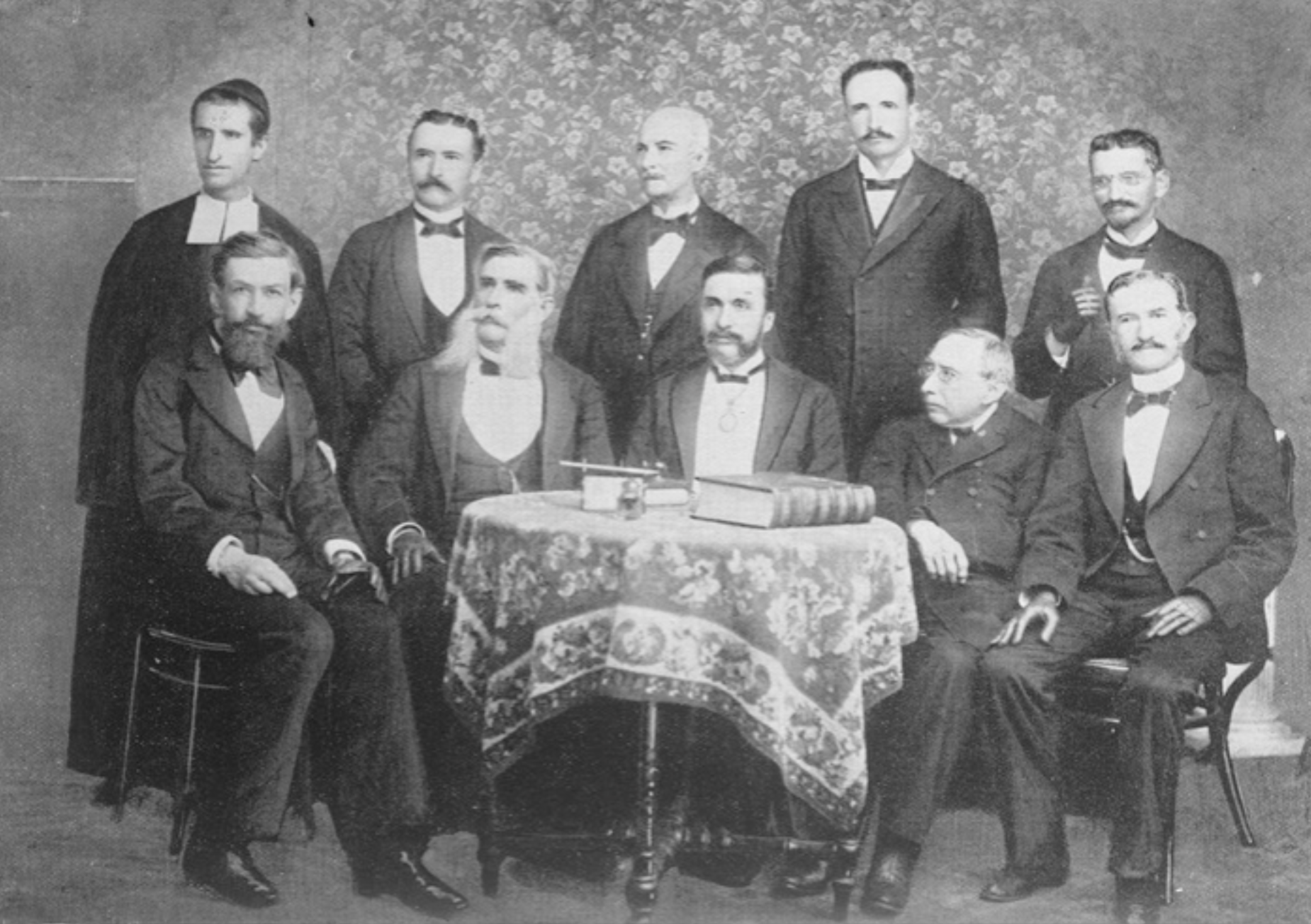
Fundación de la Academia Ecuatoriana de la Lengua De pie, de izq-der: Hermano Miguel, Roberto Espinosa, Miguel Egas, Carlos R. Tobar y Quintiliano Sánchez. sentado, de izq-der: Juan León Mera, Luis Cordero, Julio Castro, Pablo Herrera y José Modesto.

Su carrera diplomática lo llevó a Argentina y Brasil, donde desempeñó un papel crucial en la negociación de tratados y la representación de Ecuador en el extranjero. Su trabajo en la delimitación de fronteras y su participación en congresos internacionales resaltaron su capacidad como estadista y diplomático. De regreso en Ecuador, Tobar continuó su labor intelectual y política. Su trabajo en la Academia Ecuatoriana de la Lengua y su participación en la política nacional, incluyendo su candidatura a la presidencia, demostraron su influencia en la sociedad ecuatoriana. Su legado perdura en sus escritos, su labor diplomática y su contribución a la vida pública del país.

### Controversia política y últimos años
La carrera política de Carlos Rodolfo Tobar se vio ensombrecida por los eventos de 1912 en Ecuador. A pesar de su intento de presentarse como liberal, su conexión con el gobierno de Freile Zaldumbide lo convirtió en blanco de acusaciones tras el asesinato de Eloy Alfaro. La atmósfera política se volvió cada vez más hostil, lo que lo llevó a abandonar el país y establecerse en Barcelona. Desde allí, buscó limpiar su nombre y refutar las acusaciones de complicidad en los crímenes, pero el ambiente político en Ecuador le impidió regresar.
En sus últimos años, Tobar se distanció de la política ecuatoriana y se dedicó a escribir, reflexionando sobre los eventos que habían marcado su vida y la situación política del país. Su fallecimiento en 1920 puso fin a una vida marcada por la controversia y la pasión por la política y las letras.

## Análisis de su obra
Carlos R. Tobar, un escritor ecuatoriano de gran relevancia, retomó sus funciones en la universidad en 1895, pero su situación se tornó compleja con la llegada de Alfaro y el ejército liberal a la capital. A pesar de esto, en 1896 publicó "De todo un poco", una colección de artículos literarios, y en 1898 editó un folleto con discursos sobre la independencia de Quito.

### Relación de un veterano en la independencia

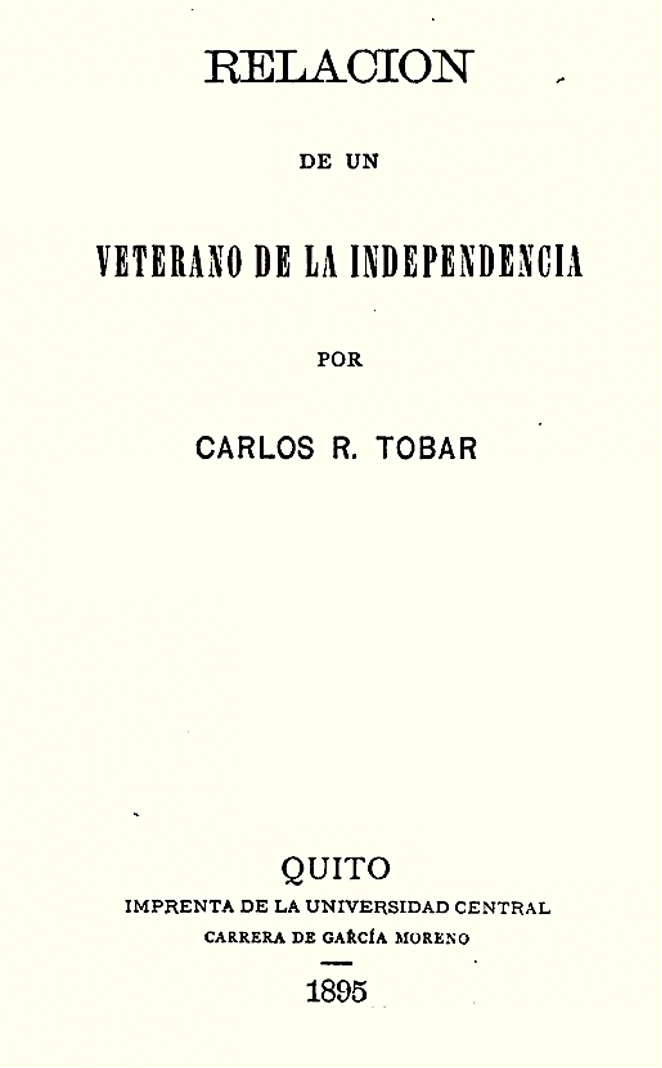
Relación de un veterano de la independencia, novela histórica por Carlos R. Tobar

Carlos R. Tobar, fue uno de los pioneros de la novela en Ecuador, especialmente a través de su libro "Relación de un veterano de la independencia", una novela histórica que, a pesar de su muy buena calidad, ha permanecido relativamente desconocida. Publicada inicialmente por entregas en 1891 y posteriormente recopilada en libro, esta obra comparte época de éxito con la reconocida "Cumandá". La novela nos presenta a Antonio Mideros, narrador y héroe de las guerras de independencia, quien relata su vida desde la infancia hasta los eventos cruciales del Primer Grito de Independencia en Quito (1809) y la trágica masacre del 2 de agosto de 1810. La primera parte de la obra se enfoca en la formación de Mideros, ofreciendo un detallado retrato de las costumbres y la sociedad quiteña de la época, así como los albores de la lucha independentista. La segunda parte de la novela se adentra en las acciones bélicas, describiendo las batallas en las que Mideros participó y su encuentro con el general Antonio José de Sucre. Tras sufrir heridas y derrotas, Mideros regresa a Quito, donde se reencuentra con su madre y busca a su amada Aurora. Finalmente, se une a las fuerzas independentistas como guía en la expedición que culminaría en la Batalla de Pichincha en 1822.  Tobar introduce en su relato ideas políticas y críticas a la monarquía y a la naciente república, explorando los contrastes entre los viejos y nuevos valores. Su estilo sarcástico y cínico, su detallada ambientación y humor hacen de esta un aporte a la narrativa de Ecuador.

### Timoleón y Coloma
"Timoleón Coloma" es una novelina escrita por Carlos R. Tobar, publicada en Lima en 1887. Esta obra destaca dentro de la literatura ecuatoriana por su estilo narrativo y su contenido crítico y humorístico, y por ser pionera en la literatura juvenil. La noveleta se presenta como las memorias de Timoleón, un joven que relata sus experiencias desde la adolescencia hasta alcanzar la mayoría de edad, a los 21 años. El núcleo de la obra reside en su aguda crítica a los sistemas educativos y a las convenciones sociales de la época. Tobar utiliza el humor y la ironía para exponer las falencias de la educación y las conductas sociales, especialmente el arribismo y las pretensiones de ciertos sectores. La escuela se convierte en un microcosmos donde se prefiguran las dinámicas del mundo adulto. La narrativa de Tobar se caracteriza por su fluidez y su capacidad para crear personajes memorables y situaciones cómicas. A través de las vivencias de Timoleón, el autor ofrece una visión satírica de la sociedad quiteña del siglo XIX, con sus contradicciones y sus peculiaridades. La obra combina elementos de la picaresca y la novela de costumbres, creando un retrato vívido y entretenido de la época.

### Consultas al Diccionario de la Lengua
Su obra más destacada, "Consultas al Diccionario de la Lengua", se publicó inicialmente en la revista "El Álbum Literario" y luego se consolidó en un libro. Esta obra recibió reconocimiento en España, donde publicó dos ediciones adicionales y fue elegido miembro de academias de historia y bellas artes. Además, escribió un resumen de la historia de Ecuador para la Enciclopedia Espasa.
"Consultas al Diccionario de la Lengua" de Carlos R. Tobar es una obra que, en su tercera edición corregida y aumentada, trasciende las fronteras del habla quiteña para abordar vicios del idioma extendidos por toda Hispanoamérica. Tobar propone a la Real Academia de la Lengua la aceptación de neologismos comunes en el continente, defendiendo la inclusión de voces utilizadas por millones de hablantes. El autor se distancia de la mera acumulación de palabras, criticando diccionarios que priorizan la cantidad sobre la calidad. Tobar reconoce la influencia del "Léxico de 1899" en su obra, eliminando vocablos ya aceptados y observaciones similares. Sin embargo, conserva algunas diferencias de juicio con la Academia, resaltando la riqueza y diversidad del español en América. Tobar explica el título "Consultas al Diccionario de la Lengua" como una evolución de su proyecto inicial, "Diccionario de Ecuatorianismos". La diversidad lingüística dentro de Ecuador, ejemplificada por la palabra "ckucshi", lo llevó a adoptar un enfoque más amplio. Además, incluye vocablos quichuas de uso generalizado, reconociendo su importancia en el habla cotidiana. El autor aborda la complejidad de la adaptación del español en América, señalando las variaciones en significados y matices según la región. Tobar destaca la necesidad de comprender el contexto cultural y lingüístico para apreciar plenamente la literatura hispanoamericana, reconociendo las diferencias entre el español peninsular y el americano.

## Obras publicadas

### Literatura
- Timoleón Coloma. Editorial El Conejo. Quito, 1984 - 136 p.
- Relación de un veterano de la Independencia. Casa de la Cultura Ecuatoriana : Campaña Nacional Eugenio Espejo por el Libro y la Lectura. Quito, 2002 - 282 pp. y 216 pp. ISBN 9978-92-218-0, ISBN 9789978922187

### Lingüística
- Consultas al diccionario de la lengua: Algo que le falta en el Vocabulario académico y de lo que sobra en el de los ecuatorianos, etc.. Imp. Atlas Geográfico de Alberto Martín, Consejo Ciento, 140. Barcelona, 1907 - 509 p.

### Ensayos y discursos
- De todo un poco. Universidad Central del Ecuador. Quito. 200 p.
- Brochadas. Imprenta del Gobierno. Quito, 1885 - 292 p.
- Más brochadas: Malos dibujos - Tres discursos. Imprenta de Luis Tasso Serra. Barcelona, 1888 - 216 p.
- Breves consideraciones acerca de educación: conferencia leída el 19 de abril de 1898 en la Sección de Ciencias Antropológicas y Sociológicas del Congreso Científico Latino-Americano de Buenos Aires. Imprenta de la Universidad Central. Quito, 1902 - 32 p.

- Une affaire digne d´etre traite au Congrés de la Paix á la Haye. 1918 - 8 p.